# Bussy-en-Othe
Pour les articles homonymes, voir Bussy et Othe (homonymie).
Bussy-en-Othe est une commune française située dans le département de l'Yonne en région Bourgogne-Franche-Comté.

## Géographie

### Climat
Pour des articles plus généraux, voir Climat de la Bourgogne-Franche-Comté et Climat de l'Yonne.
En 2010, le climat de la commune est de type climat océanique dégradé des plaines du Centre et du Nord, selon une étude du Centre national de la recherche scientifique s'appuyant sur une série de données couvrant la période 1971-2000. En 2020, Météo-France publie une typologie des climats de la France métropolitaine dans laquelle la commune est exposée à un climat océanique altéré et est dans une zone de transition entre les régions climatiques « Nord-est du bassin Parisien » et « Lorraine, plateau de Langres, Morvan ». 
Pour la période 1971-2000, la température annuelle moyenne est de 10,8 °C, avec une amplitude thermique annuelle de 16,1 °C. Le cumul annuel moyen de précipitations est de 755 mm, avec 12 jours de précipitations en janvier et 7,6 jours en juillet. Pour la période 1991-2020, la température moyenne annuelle observée sur la station météorologique de Météo-France la plus proche, « Coulours », sur la commune de Coulours à 17 km à vol d'oiseau, est de 11,2 °C et le cumul annuel moyen de précipitations est de 786,0 mm. 
La température maximale relevée sur cette station est de 39,8 °C, atteinte le 7 août 2003 ; la température minimale est de −16,7 °C, atteinte le 2 janvier 1997,,. 
Les paramètres climatiques de la commune ont été estimés pour le milieu du siècle (2041-2070) selon différents scénarios d'émission de gaz à effet de serre à partir des nouvelles projections climatiques de référence DRIAS-2020. Ils sont consultables sur un site dédié publié par Météo-France en novembre 2022.

## Urbanisme

### Typologie
Au 1er janvier 2024, Bussy-en-Othe est catégorisée commune rurale à habitat dispersé, selon la nouvelle grille communale de densité à sept niveaux définie par l'Insee en 2022.
Elle est située hors unité urbaine. Par ailleurs la commune fait partie de l'aire d'attraction de Migennes, dont elle est une commune de la couronne,. Cette aire, qui regroupe 4 communes, est catégorisée dans les aires de moins de 50 000 habitants,.

### Occupation des sols
L'occupation des sols de la commune, telle qu'elle ressort de la base de données européenne d’occupation biophysique des sols Corine Land Cover (CLC), est marquée par l'importance des forêts et milieux semi-naturels (68,4 % en 2018), une proportion identique à celle de 1990 (68,4 %). La répartition détaillée en 2018 est la suivante : 
forêts (66,3 %), terres arables (28,6 %), milieux à végétation arbustive et/ou herbacée (2,1 %), zones agricoles hétérogènes (1,8 %), zones urbanisées (0,8 %), prairies (0,4 %). L'évolution de l’occupation des sols de la commune et de ses infrastructures peut être observée sur les différentes représentations cartographiques du territoire : la carte de Cassini (XVIIIe siècle), la carte d'état-major (1820-1866) et les cartes ou photos aériennes de l'IGN pour la période actuelle (1950 à aujourd'hui).

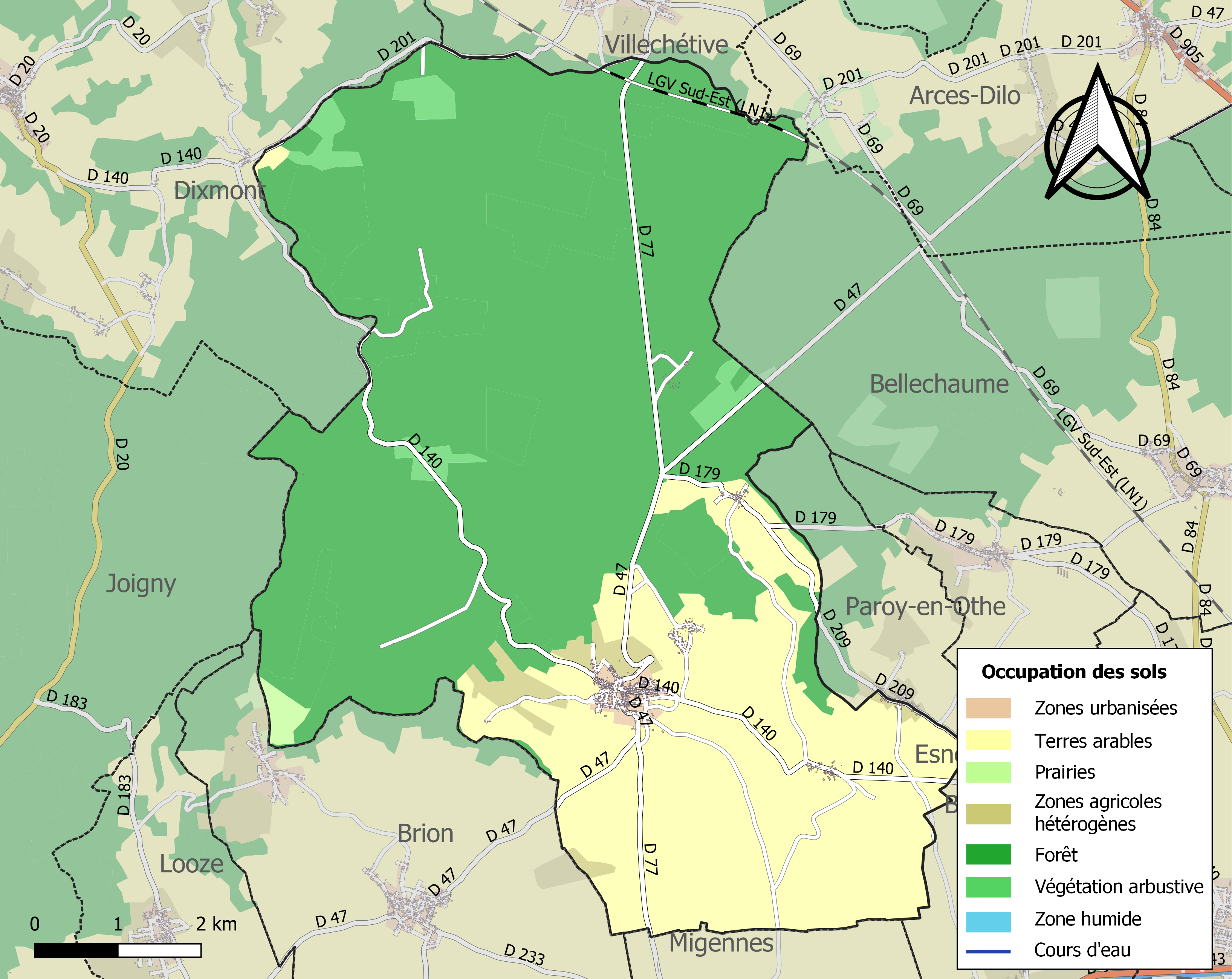
Carte des infrastructures et de l'occupation des sols de la commune en 2018 (CLC).

## Politique et administration

### Élus locaux
| Période                                  | Période  | Identité           | Étiquette | Qualité |
| ---------------------------------------- | -------- | ------------------ | --------- | ------- |
| avant 1981                               | ?        | Bernard Rativeau   |           |         |
| mars 2014                                | En cours | Catherine Decuyper |           |         |
| Les données manquantes sont à compléter. |          |                    |           |         |

### Tendances politiques
L’extrême droite y est forte et s'y classe en tête dans toutes les élections récentes - hors scrutins municipaux. Marine Le Pen y obtient 38,50 % des suffrages au premier tour de la présidentielle de 2022, et 55,69 % au second tour. En 2017, elle y obtenait 37,16 % au premier tour et 50,90 % au second tour. Le score du Rassemblement national y est de 51,13 % aux élections européennes de 2024, très largement devant celui de la liste de Renaissance (12,03 %) et celui de la liste Parti socialiste-Place Publique (9,77 %). Le RN y obtenait aussi la première place aux premiers tours des départementales et des régionales de 2015 (avec, respectivement, 41,53 % et 43,00 % des suffrages), tout comme aux législatives de 2017 (29,97 % au premier tour), aux Européennes de 2019 (38,49 %), aux départementales et aux régionales de 2021 (39,70 % et 44,90 % aux premiers tours) et aux législatives de 2022 (37,92 % au premier tour). 
La droite y fait des scores équivalents ou supérieurs à la moyenne nationale : si François Fillon y obtient 20,41 % des suffrages au premier tour de l'élection présidentielle de 2017, établissant un score comparable à son niveau national (20,01 %), Valérie Pécresse y obtient 8,02 % au premier tour de l'élection présidentielle de 2022, soit près de deux fois plus qu'au niveau national (4,78 %). 
La gauche y est plus faible qu'au niveau national : l'ensemble des candidats de gauche y obtient environ 20 % des suffrages lors des premiers tours de des élections présidentielles de 2022 et de 2017.

## Démographie
L'évolution du nombre d'habitants est connue à travers les recensements de la population effectués dans la commune depuis 1793. Pour les communes de moins de 10 000 habitants, une enquête de recensement portant sur toute la population est réalisée tous les cinq ans, les populations de référence des années intermédiaires étant quant à elles estimées par interpolation ou extrapolation. Pour la commune, le premier recensement exhaustif entrant dans le cadre du nouveau dispositif a été réalisé en 2004.

En 2022, la commune comptait 696 habitants, en évolution de −5,56 % par rapport à 2016 (Yonne : −1,95 %, France hors Mayotte : +2,11 %).
| 1793  | 1800  | 1806  | 1821  | 1831  | 1836  | 1841  | 1846  | 1851  |
| ----- | ----- | ----- | ----- | ----- | ----- | ----- | ----- | ----- |
| 1 305 | 1 203 | 1 165 | 1 224 | 1 213 | 1 214 | 1 219 | 1 255 | 1 379 |

| 1856  | 1861  | 1866  | 1872  | 1876  | 1881  | 1886  | 1891  | 1896  |
| ----- | ----- | ----- | ----- | ----- | ----- | ----- | ----- | ----- |
| 1 245 | 1 250 | 1 266 | 1 214 | 1 191 | 1 154 | 1 123 | 1 059 | 1 006 |

| 1901 | 1906 | 1911 | 1921 | 1926 | 1931 | 1936 | 1946 | 1954 |
| ---- | ---- | ---- | ---- | ---- | ---- | ---- | ---- | ---- |
| 914  | 880  | 812  | 667  | 679  | 728  | 722  | 750  | 703  |

| 1962 | 1968 | 1975 | 1982 | 1990 | 1999 | 2004 | 2006 | 2009 |
| ---- | ---- | ---- | ---- | ---- | ---- | ---- | ---- | ---- |
| 661  | 717  | 743  | 822  | 812  | 829  | 779  | 758  | 760  |

| 2014 | 2019 | 2022 | - | - | - | - | - | - |
| ---- | ---- | ---- | - | - | - | - | - | - |
| 745  | 716  | 696  | - | - | - | - | - | - |

## Culture locale et patrimoine

### Lieux et monuments
- Le chœur de l'église Saint-Médard est classé monument historique depuis le 30 janvier 1922.
- Les étangs de Saint-Ange, vestiges d'anciens ferriers gallo-romains.
- Le Monastère orthodoxe de la Protection-de-la-Mère-de-Dieu, nouvelle église bâtie en 2003-2005 et décorée de fresques en 2006-2007 par Yaroslav Dobrinine. Les reliques de saint Alexis d'Ugine, prêtre russe récemment canonisé, y ont été apportées d'Ugine et déposées le 13 octobre 2005.
- La Fontaine de Verdoux.

### Personnalités liées à la commune
- Émilie Desjeux (1861-1957) femme peintre, « La famille Desjeux était originaire de Bussy-en-Othe, sa maison était rue du Grand-Marchais. Émilie Desjeux repose au cimetière de la commune. » Certaines de ses œuvres sont exposées au musée Saint-Germain à Auxerre.

## Environnement
La commune inclut sept ZNIEFF :
- la ZNIEFF de la butte de Chaumont[19] a une surface de 32 ha, répartis sur les communes de Brion et Bussy-en-Othe. Son habitat déterminant est les landes, fruticées, pelouses, prairies, le tout au milieu de bois ;
- la ZNIEFF du coteau de la Grande Vallotte[20] a une surface de 25 ha, répartis sur les communes de Brion et Bussy-en-Othe. Son habitat déterminant est les landes, fruticées, pelouses, prairies, le tout au milieu de bois.
- la ZNIEFF du coteau des Pontignys et du bois de la Guette[21] a une surface de 31 ha, répartis sur les communes de Brion et Bussy-en-Othe. Son habitat déterminant est les landes, fruticées, pelouses, prairies, le tout au milieu de bois ;
- la ZNIEFF de l'étang de Saint-Ange et leurs abords[22] a une surface de 423 ha. Son habitat déterminant est les eaux douces stagnantes. On y trouve aussi des eaux vives et des bois ;
- la ZNIEFF de la forêt domaniale de Courbépine[23] a une surface de 1 019 ha, répartis sur les communes de Arces-Dilo, Bellechaume et Bussy-en-Othe. Son habitat déterminant est la forêt ;
- la ZNIEFF de la forêt domaniale de l'Abbesse et du bois de l'Enfourchure[24] a une surface de 1 480 ha, répartis sur les communes de Bussy-en-Othe et Dixmont. Son habitat déterminant est la forêt ; on y trouve aussi eaux douces stagnantes, landes, fruticées, pelouses, prairies ;
- la ZNIEFF de la forêt d'Othe et ses abords[25], qui englobe 29 398 ha répartis sur 21 communes[26]. Le milieu déterminant est la forêt ; on y trouve aussi eaux douces stagnantes, landes, fruticées, pelouses et prairies.

## Pour approfondir